# Africa Eco Race 2009
Das Africa Eco Race 2009 war die 1. Ausgabe des Africa Eco Race (AER). Die Rallye begann am 28. Dezember 2008 in Marseille und endete am 10. Januar 2009 in der Nähe von Dakar am Lac Rose im Senegal.

## Kontroversen
Der Gründer des Africa Eco Race Hubert Auriol sollte gleichzeitig der Renndirektor werden. Die Amaury Sport Organisation, Veranstalter der Rallye Dakar, die 2009 zum gleichen Zeitpunkt stattfand, ließ 2008 per einstweiliger Verfügung aber eine weitere Mitarbeit Auriols, des vormaligen Renndirektors der Rallye Dakar, am Africa Eco Race untersagen. Daraufhin zog das Kamaz-Master-Team seine Nennung für das AER 2009 zurück. Jan de Rooy, der 2009 ursprünglich die Rallye Dakar fahren wollte, nannte das Africa Eco Race auf den Routen der ursprünglichen Dakar, „ein Geschenk Gottes“. Sein Sohn Gerard de Rooy fuhr zeitgleich die Rallye Dakar in Südamerika.

## Route
Nach den administrativen und technischen Abnahmen am 26. und 27. Dezember 2008 auf dem Gelände des College Notre-Dame de la Jeunesse im Château Régis, startete das AER 2009 am 28. Dezember in Marseille und führte von dort nach Sète, um die Teilnehmer vom dortigen Hafen per Fähre ins marokkanische Nador zu bringen. Am 30. Dezember 2008 wurde die Rallye auf etwa 7500 Kilometer, davon geplante 4089 Wertungskilometer und 3401 Kilometer Verbindungsetappen, auf dem afrikanischen Kontinent über 7 Etappen in Marokko und der Westsahara, 4 Etappen in Mauretanien und der letzten Etappe im Senegal fortgesetzt.

## Teilnehmer

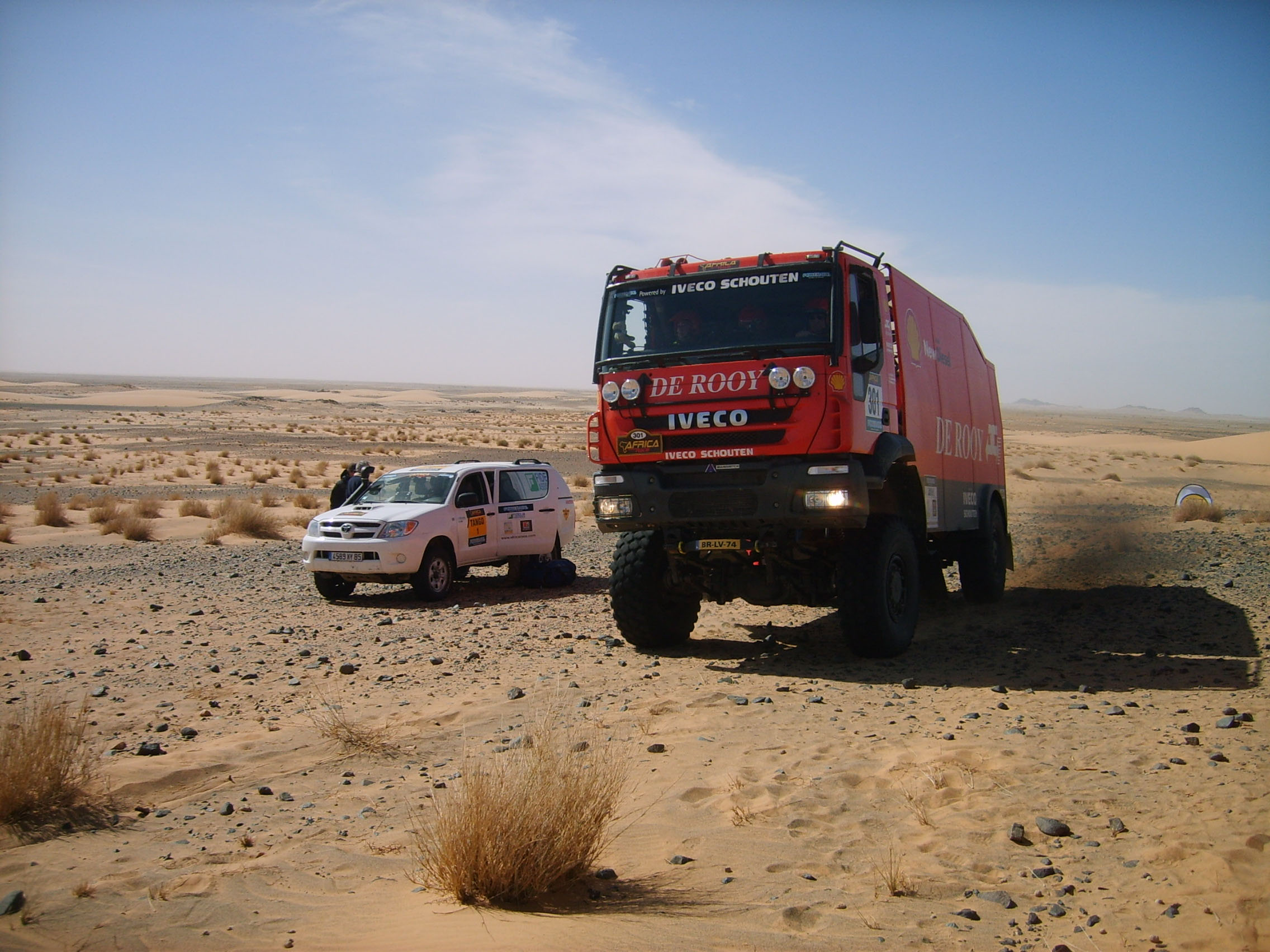
Jan de Rooy auf Shouten Iveco zum AER 2009 in der Nähe von Tijirit (Mauretanien)

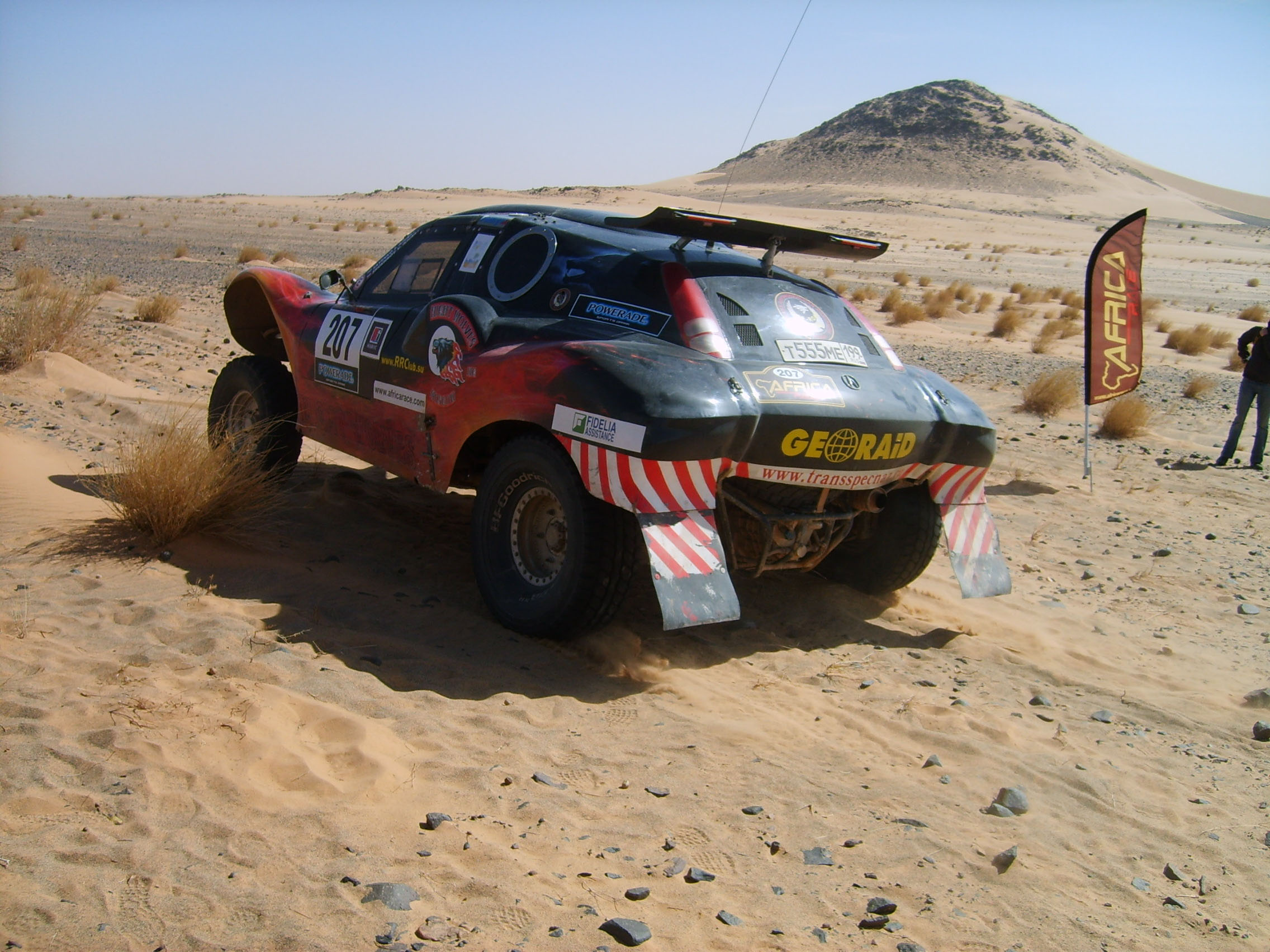
Sergei Sawenko auf einem Honda-Buggy zum AER 2009 in Mauretanien

Zur Rallye schifften sich etwa 300 Teilnehmer mit 100 Fahrzeugen ein. In der Wertung starteten insgesamt 27 Fahrzeuge – 15 Autos, 4 LKW sowie 8 Motorräder.

## Etappen
| Etappe  | Datum        | Start          | Ziel           | Etappenlänge (Wertung) |
| ------- | ------------ | -------------- | -------------- | ---------------------- |
| 1       | 30. Dezember | Nador          | Boutnib        | 173                    |
| 2       | 31. Dezember | Boutnib        | Ouarzazate     | 334                    |
| 3       | 1. Januar    | Ouarzazate     | Fort Bou Jerif | 492                    |
| 4       | 2. Januar    | Fort Bou Jerif | Fort Bou Jerif | 462                    |
| 5       | 3. Januar    | Fort Bou Jerif | Agadir         | 395                    |
| Ruhetag | 4. Januar    |                |                |                        |
| 6       | 5. Januar    | Agadir         | El Aaiún       | 335                    |
| 7       | 6. Januar    | El Aaiún       | Bou Lanouar    | 182                    |
| 8       | 7. Januar    | Bou Lanouar    | Chinguetti     | 449                    |
| 9       | 8. Januar    | Chinguetti     | Tidjikja       | 444                    |
| 10      | 9. Januar    | Moudjeria      | Idini          | 479                    |
| 11      | 10. Januar   | Idini          | Saint-Louis    | 233                    |
| 12      | 11. Januar   | Saint-Louis    | Dakar          | 110                    |
| Ziel    | 11. Januar   | Gesamt         | Gesamt         | 3812                   |

## Endergebnisse

### Motorräder
| Pos | Fahrer               | Marke       |
| --- | -------------------- | ----------- |
| 1   | Jose Manuel Pellicer | BMW G 450 X |
| 2   | Arnaud Jaquart       | KTM         |
| 3   | Thomas Schattat      | Yamaha      |

### Autos
| Pos | Fahrer                 | Beifahrer     | Marke                 |
| --- | ---------------------- | ------------- | --------------------- |
| 1   | Jean-Louis Schlesser   | Arnaud Debron | Schlesser Buggy X.826 |
| 2   | Artem Varentsov        | Roman Elagin  | Toyota Landcruiser    |
| 3   | Abdelhamid Abouyoussef | Hervé Cotel   | Cotel Toyota Buggy    |

### Lkw
| Pos | Fahrer        | Beifahrer        | Mechaniker     | Marke  |
| --- | ------------- | ---------------- | -------------- | ------ |
| 1   | Jan de Rooy   | Dany Colebunders | Darek Rodewald | Iveco  |
| 2   | Hans Bekx     | Tony Maessen     | Edwin Willems  | DAF    |
| 3   | Miklós Kovács | Peter Czegledi   | Tomas Toth     | Scania |